# Croatica Chemica Acta
«Croatica Chemica Acta» (с лат. — «Хорватский химический журнал») — хорватский научный журнал, издающийся с 1927 года и являющийся ведущим хорватским научным периодическим изданием, публикующим оригинальные работы в области химии.

## История
В 1923 году был опубликован последний выпуск первого и на тот момент единственного хорватского химического журнала «Revue Chimique», основанного в январе 1921 года химиком Светозаром Варичаком. На страницах журнала Варичак активно продвигал идею о создании научной организации, деятельность которой была бы направлена на объединение и координацию действий хорватских химиков. Спустя год, в тесном сотрудничестве с сербскими химиками, хорватами было основано Югославское химическое общество, которое на фоне закрытия единственного в Хорватии научного журнала по химии озадачилось созданием нового периодического издания, на страницах которого предполагалось публиковать научные труды хорватских химиков и фармацевтов. 1 апреля 1927 года члены Югославского химического общества, совместно с представителями Союза фармацевтов запустили издание подобного журнала, который получил название «Arhiv za hemiju i farmaciju». Из-за сравнительно небольшого числа хорватских химиков и следовательно небольшого числа работ, которые они могли отправить в редакцию журнала, выпуск нового издания было решено ограничить четырьмя номерами в год. Хорватский химик Владимир Негован, занимавший пост главного редактора журнала с 1927 по 1933 год, спустя четыре года после его создания попытался увеличить количество выпускаемых номеров до шести в год, однако количество присылаемых в редакцию статей оказалось недостаточным для наращивания темпов издания и от этой идеи Неговану пришлось отказаться.
Франьо Ханаман, сменивший Негована на посту главного редактора, также предпринял попытку увеличить количество выпускаемых номеров журнала до шести единиц в год, однако как и его предшественник, в этом начинании он потерпел неудачу по причине недостаточного числа присылаемых статей. За пять лет «шефства» над журналом, Ханаман столкнулся не просто с недостатком новых материалов для публикации, но и с сокращением их общего числа. Особенно остро ощущался дефицит работ по фармацевтике, вследствие чего Ханаман в 1938 году был вынужден даже переименовать журнал, заменив в его названии слово «фармацевтики», на слово «технологии».
В годы Второй мировой войны журнал притерпел ряд изменений, которые предстали в виде цензурных ограничений и смены названия журнала. В 1941 году, после года пребывания Станко Михолича в кресле главного редактора, его сменил Младен Дежелич, который после занятия должности был вынужден присвоить журналу новое название — «Kemijski vjestnik» (с хорв. — «Химический вестник»). Вслед за названием, изменился состав редакционной коллегии и периодичность выпуска журнала в свет. В 1942 году мир увидел лишь два номера «Химического вестника», в следующем году только один, а в последние два года мировой войны издание журнала и вовсе было прекращено.
После войны пост главреда вновь занял Станко Михолич, который в 1941 году был вынужден покинуть свой кабинет из-за вторжения в Хорватию немецких войск. В 1946 году Михолич вернул старую редколлегию и возобновил выпуск журнала, введя пару новшевств. Первым из них стала смена языка, на котором публиковались статьи в журнале, хорватский язык был заменён английским, который является основным языком для журнала и по сей день. Вторым изменением стало очередное переименование журнала, присвоившее изданию название «Arhiv za kemiju», являвшееся более лаконичной версией оригинального названия 1927 года.
Одним из членов редколлегии Михолича был химик Божо Тежак, который в 1953 году путём голосования, проходившего в стенах Хорватского химического общества, был избран новым главным редактором журнала. После вступления в должность Тежак внёс коррективы в процедуру избрания статей для будущей публикации. Теперь материал, присланный учёным в редакцию журнала, должен быть написан на двух языках, хорватском и одном иностранном на выбор. Это нововведение было нужно для соблюдения отныне обязательной процедуры рецензирования статьи, предполагавшей оценку будущей публикации одним отечественным рецензентом и одним зарубежным. Следующее изменение вновь коснулось многострадального названия журнала. Теперь на суд членов Хорватского химического общества было предложено либо оставить текущее название без изменений, либо выбрать одно из двух предложенных новых наименований: «Croatica Chemica Acta» (с лат. — «Хорватский химический журнал») или «Arhiv za kemiju Hrvatskoga kemijskoga društva» (с хорв. — «Архив химии Хорватского химического общества»). На голосовании в стенах химического общества весной 1955 года было выбрано название «Croatica Chemica Acta», вслед за чем Божо Тежак инициировал новое голосование, уже республиканского масштаба. В ходе нового голосования, представители всех химических обществ СФРЮ должны были выбрать: следует ли заменить в новом названии слово «Хорватский» на «Югославский» или нет. Почти все химические общества республик Югославии высказались за переименование, однако члены Сербского химического общества высказались резко против и заблокировали эту инициативу, вследствие чего в 1956 году журнал приобрёл своё нынешнее название.
В 1985 году кресло главного редактора занял Владимир Симеон, который на своём посту запомнился как инициатор создания для журнала международной редколлегии, которую возглавили сразу три лауреата нобелевской премии по химии: Лайнус Полинг, Жан-Мари Лен и Владимир Прелог. В начале XXI века, журнал «Croatica Chemica Acta» заслужил статус одного из самых авторитетных и современных научных журналов Хорватии, чему поспособствовало, произошедшее ещё в конце XX века, включение журнала в международные базы данных научных изданий и принятие решения о выпуске журнала не только в печатном виде, но и в онлайн-формате.